# 12399 Bartolini
12399 Bartolini (1995 OD) là một tiểu hành tinh vành đai chính được phát hiện ngày 19 tháng 7 năm 1995 bởi A. Boattini và L. Tesi ở San Marcello Pistoiese. Nó được đặt tên cho Corrado Bartolini.